# برایان ۲۴۸۸
سیارک ۲۴۸۸ (به انگلیسی: 2488 Bryan، نامگذاری:1952UT) دو هزار و چهارصد و هشتاد و هشتمین سیارک کشف شده‌است که در ۲۳ اکتبر ۱۹۵۲ کشف شد.
قدر مطلق سیارک برابر ۱۳٫۹۰ است.